# Shobayashi-ryu
Shobayashi-ryu (少林流, Shōbayashi-ryu, escolha do pequenho pinheiro/floresta) é uma escola de caratê, do estilo Shorin-ryu}[a], fundada por Chotoku Kyan e, depois, por Eizo Shimabukuro, que incorporou outros kata. O estilo guarda estreita similitude de técnicas com o kobayashi-ryu, levando alguns a os considerar uma mesma linhagem mas com duas vertentes, apenas.

## História
O mestre Chotoku Kyan começou a treinar caratê ainda quando criança, no intuito de desenvolver seu físico e melhorar sua saúde debilitada. Assim, começou a treinar com Sokon Matsumura; depois, foi parar na escola de Anko Itosu. Os dois, reconhecidos mestres  de shuri-te. O nome dado ao sistema era de Shorin-ryu.
Mais tarde, mestre Kyan foi treinar com Kokan Oyadomari, do estilo Tomari-te e habilidoso mestre de kobudo, em especial com bastão.
Apesar de a escola Shobayashi ser puramente uma forma do estilo shorin-ryu, que tem mais técnicas velozes e lineares, não ficou imune às influências de outros estilos. Eizo Shimabukuro, antes de se tornar o principal aluno do mestre Kyan, estudou com Chojun Miyagi, expoente da linha naha-te e criador do estilo goju-ryu. Mestre Shimabukuro foi aluno de Choki Motobu e estudou o manejo de armas sob Taira Shinken. O mestre Kyan morreu em 1945, pelo que Shimabukuro assumiu o encargo de líder do sistema shobayashi-ryu.
Deste modo, Sensei Eizo Shimabukuro, o atual líder, incorpou os katas sanchin e seienchin, do naha-te. E outros proeminentes alunos do mestre Kyan iniciaram suas próprias escolas de caratê, ainda legatárias da linhagem original: Matsubayashi-ryu, de Shoshin Nagamine; Shorinji-ryu, de Joen Nakazato; Seibukan, de Zenryu Shimabukuro; e Isshin-ryu, de Tatsuo Shimabukuro.

## Características
O nome da escola reflecte sua origem, intimamente ligada às escolas tradicionais de Oquinaua, e que mantêm especial apreço aos fundamentos oriundo desde a China. Em verdade o kanji (林, «hayashi/bayashi») também pode ser pronunciado «rin». Deste modo, «Shobayashi» e «Shorin» são escritos da mesma forma, o que indica esse apego.
Tecnicamente, as escolas Shorin-ryu tendem a usar de bases mais altas do que os demais estilos, dando ao lutador maior mobilidade num combate, e também não enfatizam pressão para a frente, ao contrário, enfatiza-se a flexibilidade de postura, ora atacando, ora desviando.